# Rafael dos Anjos
Rafael Souza dos Anjos (ur. 26 października 1984 w Niterói) – brazylijsko-amerykański grappler i zawodnik mieszanych sztuk walki. W latach 2015-2016 mistrz organizacji UFC w wadze lekkiej.

## Wczesne życie
W wywiadzie z 2014 roku dos Anjos stwierdził, że był niespokojnym dzieckiem, wdając się w bójki w rodzinnym mieście Niterói. W wieku dziewięciu lat rozpoczął treningi brazylijskiego jiu-jitsu pod okiem Daniela Matheusa. Według dos Anjosa, przestał walczyć na ulicach, gdy rozpoczął te treningi.

## Kariera MMA

### Wczesna kariera
25 września 2004 zawodowo zadebiutował w MMA przegrywając z Adriano Abu na punkty. Od 2004 do 2008 walczył na lokalnych galach i imprezach w Brazylii notując bilans 11-2 (wygrana w turnieju XFC oraz mistrzostwo Fury FC) po czym podpisał kontrakt z największą organizacją na świecie UFC.

### UFC
W debiucie 15 listopada 2008 przegrał przez ciężki nokaut z Amerykaninem Jeremym Stephensem.
Lata 2009–2011 to wygrane nad mniej znanymi zawodnikami m.in. George’em Sotiropoulosem oraz porażki z Clayem Guidą oraz Gleisonem Tibau. Od 2012 to 2013 zanotował serię pięciu zwycięstw m.in. nad Anthonym Njokuanim, Evanem Dunhamem i Donaldem Cerrone. Świetną passe przerwała porażka z Rosjaninem dagestańskiego pochodzenia Chabibem Nurmagomiedowem 7 czerwca 2014. Do końca roku stoczył jeszcze trzy, zwycięskie pojedynki pokonując m.in. byłego mistrza UFC Bensona Hendersona (23 sierpnia). W związku z kontuzją Nurmagomiedowa pod koniec 2014, który miał stoczyć walkę o mistrzostwo z Anthonym Pettisem, dos Anjos otrzymał szansę od włodarzy UFC stoczenia z nim walki.
Do pojedynku doszło 14 marca 2015. Dos Anjos nieoczekiwanie pokonał na punkty faworyzowanego Pettisa zwyciężając pewnie w każdej z pięciu rund i zostając mistrzem UFC wagi lekkiej.
19 grudnia 2015 na UFC on Fox: dos Anjos vs. Cowboy 2 udanie obronił tytuł ponownie pokonując w rewanżu Donalda Cerrone w nieco ponad minutę przez techniczny nokaut.
5 marca 2016 na UFC 196 miał się zmierzyć w swojej kolejnej obronie z mistrzem wagi piórkowej Irlandczykiem Conorem McGregorem, lecz na niespełna dwa tygodnie przed walką złamał stopę i wypadł z pojedynku.
7 lipca 2016 na UFC Fight Night 90, w swojej drugiej obronie mistrzowskiego pasa, uległ w pierwszej rundzie przez TKO Eddiemu Alvarezowi, tracąc tym samym mistrzostwo wagi lekkiej.
Po stracie tytułu 5 listopada 2016 zmierzył się z Tonym Fergusonem, z którym ostatecznie przegrał jednogłośnie na punkty.
Na początku 2017 zmienił kategorię wagową na wyższą (półśrednią, do 77 kg), a pierwszy pojedynek w nowej wadze stoczył 17 czerwca 2017 wygrywając z Belgiem Tareciem Saffiedinem jednogłośnie na punkty.
9 września 2017 na UFC 215 poddał w niespełna półtorej minuty Neila Magny'ego duszeniem rękoma.
16 grudnia 2017 podczas UFC on FOX 26 zanotował trzecie zwycięstwo z rzędu w wadze półśredniej, pokonując jednogłośnie na punkty Robbiego Lawlera.
9 czerwca 2018 na UFC 225 przegrał jednogłośnie na punkty z Colby'm Covingtonem. Stawką pojedynku był tymczasowy pas UFC wagi półśredniej.
Pod koniec roku 30 listopada przegrał drugą walkę z Nigeryjczykiem Kamaru Usmanem, również jednogłośną decyzją sędziów.
18 maja 2019 w Rochester pokonał przez poddanie wskutek duszenia rękoma w czwartej rundzie Kevina Lee.
20 lipca 2019 roku na gali UFC on ESPN 4 stoczył walkę z Leonem Edwardsem. Walkę przegrał przez jednogłośną decyzję.
25 stycznia 2020 roku na gali UFC Fight Night 166 zmierzył się z Michaelem Chiesą. Walkę przegrał przez jednogłośną decyzję.
24 października 2020 roku w powrocie do dywizji lekkiej na UFC 254 miał zmierzyć się z Isłamem Machaczewem, jednak 8 października 2020 roku podano, że dos Anjos przeszedł testy na obecność COVID-19 i został usunięty z walki. Pojedynek przesunięto na 14 listopada 2020 roku, na galę UFC Fight Night: Felder vs. dos Anjos. 8 listopada podano, że Rosjanin musiał wycofać się z zawodów z powodu kontuzji. W krótkim czasie ogłoszono, że Paul Felder zastąpi go na pięć dni przed końcem walki. Dos Anjos pokonał Feldera przez niejednogłośną decyzję. Zwycięstwo przyniosło mu bonus za walkę wieczoru. Walka z Machaczewem została przesunięta i miała się odbyć 30 października 2021 roku na UFC 267, ale po raz kolejny, Brazylijczyk został zmuszony do wycofania się z wydarzenia, powołując się na kontuzję. Został zastąpiony przez Dan Hookera.
Podczas gali UFC 299, która odbyła się 9 marca 2024 zmierzył się z Mateuszem Gamrotem. Starcie odbyło się w wadze lekkiej. Przegrał przez jednogłośną decyzję sędziów.
W powrocie do wagi półśredniej 26 października 2024 na UFC 308 stoczył walkę z Geoffem Nealem. Już w pierwszej rundzie doznał kontuzji kolana, przegrywając przez techniczny nokaut.

## Styl walki
Znany jest z agresywnego, mocnego uderzenia, siły fizycznej i umiejętności wykonywania obaleń. Często wychodzi agresywnie do walki w stójce, w stylu boksu tajskiego, następnie używa kopnięć, by oprzeć przeciwnika o klatkę i zasypać go serią ciosów oraz obaleń. Jest szczególnie znany z lewego kopnięcia na korpus i prawego sierpowego na głowę; używa tych uderzeń, aby ograniczyć ruchy boczne przeciwnika, gdy próbuje on odsunąć się plecami od płotu. Pod okiem trenera Jasona Parillo, dos Anjos w 2017 roku rozwinął dopracowany boks. Na ziemi jest znany z mocnego tzw. ground-and-pound, który obejmuje ciosy i ostre uderzenia łokciami w parterze. Posiada czarny pas w brazylijskim jiu-jitsu.
Trenuje w klubie Evolve MMA w Singapurze i w Team RDA w Kalifornii, wcześniej trenował w Kings MMA, ale odszedł po przegranej z Eddiem Alvarezem. Posiada czarny pas brazylijskiego jiu-jitsu u Aldo „Caveirinha” Januário.

## Życie prywatne
Po złamaniu szczęki w walce z Guidą, dos Anjos ma tytanową szczękę, która, jak twierdzi, złamała kilka rąk późniejszym przeciwnikom. Dr. Johnny Benjamin nie zgodził się z dos Anjosem, zwracając uwagę, że tytanowa płytka w jego szczęce jest mierzona w milimetrach.
Jest chrześcijaninem. Ma trójkę dzieci z żoną Cris. 20 grudnia 2019 roku dos Anjos ujawnił w mediach społecznościowych, że on i jego rodzina zostali naturalizowanymi obywatelami Stanów Zjednoczonych.

## Osiągnięcia

### Mieszane sztuki walki
- 2007: XFC – Brazil – 1. miejsce w turnieju wagi półśredniej
- 2008: mistrz Fury FC w wadze lekkiej[32]
- 2015–2016: mistrz UFC w wadze lekkiej

### Grappling
- 2003: Mistrzostwa Świata w BJJ – 1. miejsce (purpurowe pasy)
- 2004: Mistrzostwa Brazylii w BJJ – 3. miejsce (brązowe pasy)
- 2005: Mistrzostwa Brazylii w BJJ – 3. miejsce (brązowe pasy)
- 2006: Otwarte Mistrzostwa Europy w BJJ – 3. miejsce w kat. 76 kg (czarne pasy)